# Wężówka (roślina)

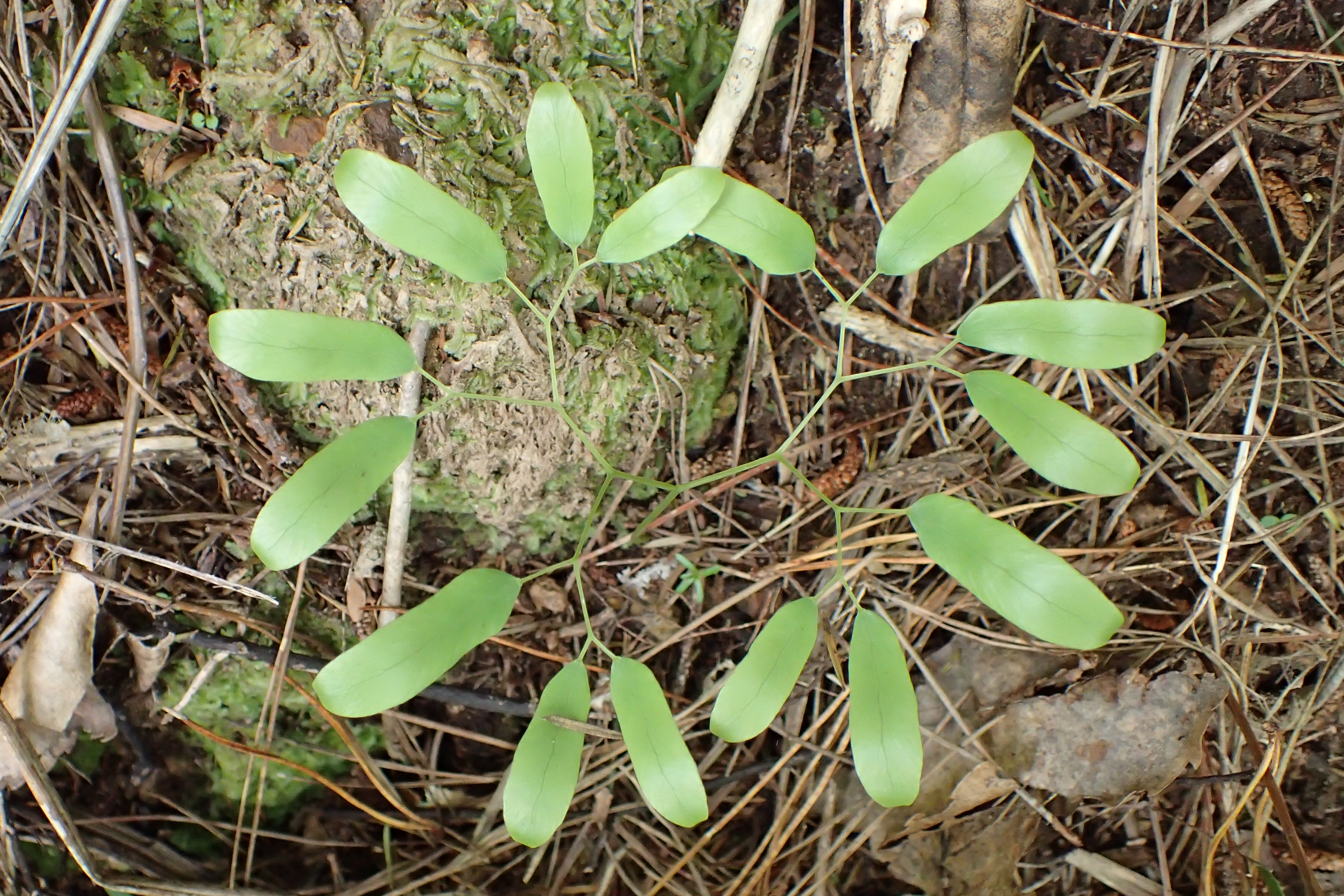
Lygodium articulatum

Wężówka, lygodium (Lygodium Sw.) – rodzaj pnących paproci z monotypowej rodziny wężówkowate (Lygodiaceae) z rzędu szparnicowców (Schizaeales). Obejmuje 29 gatunków. Przedstawiciele występują w strefie międzyzwrotnikowej na całym świecie, nieliczne gatunki rosną w strefie umiarkowanej – w Japonii, Ameryce Północnej, na Nowej Zelandii i w południowej Afryce. Kilka gatunków uprawianych jest jako rośliny ozdobne. Wężówka japońska i drobnolistna są na różnych obszarach poza swoim naturalnym zasięgiem uciążliwymi gatunkami inwazyjnymi.

## Morfologia
Kłącze cienkie i owłosione, płoży się i wspina. Liście są złożone, naprzemiennie pierzaste. Rosną szybko i w ciągu życia osiągają znaczną długość – ponad 10 m, nawet do 30 m. Owijają się za pomocą osi na podporach i pokrywać mogą znaczne powierzchnie.

## Systematyka
W obrębie rzędu szparnicowców (Schizaeales) rodzina Lygodiaceae stanowi klad bazalny – jest grupą siostrzaną dla rodzin: szparnicowate (Schizaeaceae) i splątkowatych (Anemiaceae). Rodzaj Lygodium bywa też włączany do rodziny szparnicowatych (do podrodziny Lygodioideae).
Wykaz gatunków
- Lygodium altum (C.B.Clarke) Alderw.
- Lygodium articulatum A.Rich.
- Lygodium auriculatum (Willd.) Alston
- Lygodium boivinii Kuhn
- Lygodium borneense Alderw.
- Lygodium circinnatum (Burm.f.) Sw. – wężówka krążkolistna, lygodium krążkolistne
- Lygodium cubense Kunth
- Lygodium dimorphum Copel.
- Lygodium × fayae Jermy & T.G.Walker
- Lygodium flexuosum (L.) Sw. – wężówka pogięta, lygodium pogięte
- Lygodium heterodoxum Kunze
- Lygodium hians E.Fourn.
- Lygodium japonicum (Thunb.) Sw. – wężówka japońska, lygodium japońskie
- Lygodium kerstenii Kuhn
- Lygodium lanceolatum Desv.
- Lygodium × lancetillanum L.D.Gómez
- Lygodium longifolium (Willd.) Sw.
- Lygodium merrillii Copel.
- Lygodium microphyllum (Cav.) R.Br. – wężówka drobnolistna, lygodium drobnolistne
- Lygodium oligostachyum (Willd.) Desv.
- Lygodium palmatum (Bernh.) Sw. – wężówka palmiasta, lygodium palmiaste
- Lygodium polystachyum Wall. ex T.Moore
- Lygodium radiatum Prantl
- Lygodium reticulatum Schkuhr
- Lygodium salicifolium C.Presl
- Lygodium smithianum C.Presl
- Lygodium trifurcatum Baker
- Lygodium venustum Sw.
- Lygodium versteegii Christ
- Lygodium volubile Sw. – wężówka wijąca, lygodium wijące
- Lygodium yunnanense Ching

## Zastosowanie
Ze względu na silny rozwój systemu korzeniowego rośliny wymagają uprawy w gruncie lub obszernych pojemnikach. Szybko i silnie rosnąc pokrywać mogą duże powierzchnie ażurowych podpór (owijają się na siatkach, rozpiętych drutach). Rozmnażane są przez podział kłącza w końcu zimy. Ze względu na odporność, w tym także na okresowe przesuszanie, najlepiej do upraw domowych nadaje się wężówka japońska i wężówka palmiasta.